# ウィリアム・リグレー・ジュニア・カンパニー
ウィリアム・リグレー・ジュニア・カンパニー（Wm. Wrigley Jr. Company）は、アメリカ合衆国の食品加工会社であり、チューインガム製品を世界的に販売している。1892年にイリノイ州シカゴでウィリアム・リグレー・ジュニアにより設立。
2008年にバークシャー・ハサウェイおよびマースにより買収され、117年続いたリグレー家による所有会社ではなくなった。